# Casa Pere Oms
La casa Pere Oms és un edifici situat als carrers del Call, 17-19 i de Salomó ben Adret (anteriorment Sant Domènec del Call), 2. Com que no està catalogat, li correspon la categoria D (bé d'interès documental) atorgada per defecte a tots els edificis del districte de Ciutat Vella.

## Història
El 1798, el prevere Josep Serra i Rifós va presentar un projecte de reconstrucció amb planta baixa, entresol i tres pisos de la major part de la finca, obra de l'arquitecte Josep Alier i Faneca. La planta baixa i l'entresol de la cantonada eren propietat del taverner Antoni Batlle, que va presentar un altre projecte del mateix autor, però l'obra va quedar inacabada, ja que només es va arribar a construir la part de la cantonada.
Com que Josep Serra i la seva mare Teresa Rifós, vídua d'Antoni Serra i Montons, no van poder fer front als deutes, la propietat va ser embargada i posada en subhasta pública, essent finalment adquirida pel botiguer al menut Pere Oms i Farràs (1781-1856), que el 1824 va presentar un projecte del mestre de cases Jeroni Vidal per a reedificar la part del núm. 19.
Ell i la seva esposa Mònica Montserrat (a qui el 1846 va fer donació dels seus béns) eren tutors del menor Antoni Batlle i Busquets. Mònica fou succeïda per Antònia i Mònica Busquets i Montserrat, filles del seu primer matrimoni. Antònia, vídua de Pasqual Bosch i Colomer, morí el 1866, deixant com a hereva la seva filla única Dolors Bosch i Busquets, casada amb Joaquim Masferrer, i la meitat de la casa seria heretada per la seva filla Dolors Masferrer i Bosch, que també heretaria l'altra meitat de la seva tia-àvia Mònica Busquets.
A la dècada del 1830 s'hi va establir el fabricant de teixits de seda Joan Escuder i Anglada, traslladat el 1843 a la plaça de Sant Pere. El 1848 s'hi va establir el fabricant de pintes per a maquinària tèxtil Josep Carreras i Alberich, que el 1860 es va presentar a l'Exposició de Barcelona i a finals de la dècada es va traslladar al carrer de Trafalgar, 29.

### Fàbrica de xocolata de Llucià Cunill
El 1847, el fabricant de xocolata Llucià Cunill i Ros, natural de Vic, es va instal·lar al carrer dels Assaonadors, i el 1855, es va traslladar al carrer del Call, 17. El 1880 va demanar permís per a instal·lar-hi un motor de gas d'1 CV per a moure el molí, i va morir l'any següent, però el negoci va ser continuat pels seus descendents fins ben entrat el segle xx. A la rebotiga s'organitzaven trobades artístiques on participaven els germans Josep i Joan Llimona i Antoni Utrillo.

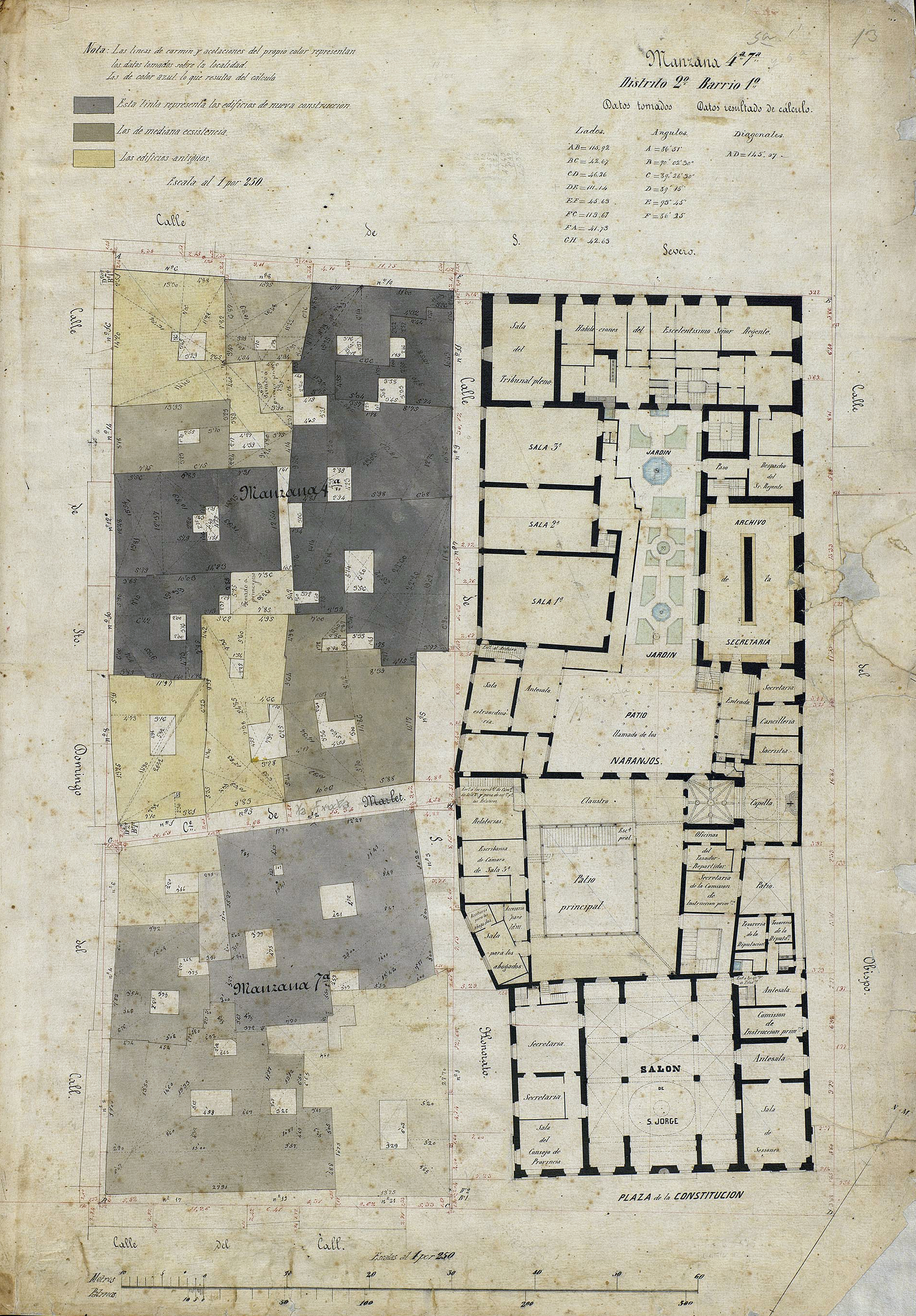
Quarteró núm. 28b de Garriga i Roca (c. 1860)